# Джек Ленс
Джек Ленс (справжнє ім'я — Рон Пейн; 5 січня 1967, Брукхейзенворст) — нідерландський письменник, автор багатьох книг у жанрі жахів і триллера. Станом на 2016 рік у Нідерландах і Бельгії продано більше 100 тисяч екземплярів його книг, його книги перекладені тринадцятьома мовами світу у 25 країнах. Журналісти та фанати називають Джека Ленса «нідерландський Стівеном Кінгом».

## Біографія
Рон Пейн народився 5 січня 1967 року у селі Брукхейзенворст (муніципалітет Хорст-ан-ден-Маас), провінція Лімбург. Ще замолоду захоплювався письменництвом, особливо у фантастичному жанрі, своїм кумиром вважав Стівена Кінга. Свою кар'єру почав із журналістики, писав для кількох національних видань на теми паранормальних та дивних явищ. Ці статті Рон Пейн згодом зібрав у серію з трьох книг «Wonderlijk maar Waar» (укр. Дивно, але факт), яку видав під своїм власним ім'ям.
У 2001 році вийшла перша книга Рона Пейна, яку він видав під псевдонімом Джек Ленс. Це була збірка фантастичних оповідань під загальною назвою «De Engelensprong» (укр. «Стрибок янгола»). Через три роки, перероблену і доповнену збірку перевидали під назвою «Nachtogen» (укр. «Нічні очі»). Наступними книгами Джека Ленса стали романи «Hellevanger» (укр. «Темні спогади») та «Vuurgeest» (укр. «Саламандра»). У 2007 році вийшла четверта книга — збірка оповідань «Scherprechter» (укр. «Кат»).
У 2012 році вийшов триллер «Zone» (укр. «Зона»). Дія роману розгорнулася у літаку Boeing 747—400, на борту якого під час польоту відбуваються паранормальні явища.
Рон Пейн володіє невеликим видавництвом Suspense Publishing, що публікує, окрім творів Джека Ленса, твори інших нідерландських письменників-фантастів.
Оповідання «Nachtogen» з однойменної збірки у 2014 році екранізували у Голлівуді.
Романи «Hellevanger» та «Vuurgeest» видані російською мовою харківським видавництвом Клуб Сімейного Дозвілля під назвами рос. «Темные воспоминания» та рос. «Страх огня» відповідно.

### Родина
Рон Пейн мешкає в Лімбурзі із дружиною Райною та двома дітьми.